# Mimopogonius hirsutus
Mimopogonius hirsutus là một loài bọ cánh cứng trong họ Cerambycidae.